# 5202-es mellékút (Magyarország)
Az 5202-es mellékút egy hazai viszonyok között meglehetősen hosszú, közel 72 kilométeres hosszúságú, négy számjegyű mellékút Pest vármegye és Bács-Kiskun vármegye területén; Budapest dél-pesti agglomerációjától egészen Kecskemét északi határaiig húzódik.

## Nyomvonala
Az 510-es főútból ágazik ki, annak a 22+350-es kilométerszelvénye táján, Taksony központjában, délkelet felé. Kezdeti szakasza a Baross tér nevet viseli, majd a Szent Imre út nevet veszi fel, így húzódik a belterület széléig, amit majdnem pontosan két kilométer után ér el. Közben kiágazik belőle, az 1+550-es kilométerszelvénye táján, délnyugati irányban az 52 101-es számú mellékút Dunavarsány Kisvarsány nevű városrésze felé, a lakott terület szélét elérve pedig az 52 301-es számú mellékút, a Budapest–Kelebia-vasútvonal Taksony vasútállomásának kiszolgálására. Ezután átszeli a vasút vágányait is, a 2+850-es kilométerszelvénye táján pedig keresztezi az 51-es főutat, amely ott a 22+300-as kilométerszelvénye közelében jár.
A hatodik kilométere után egy rövid szakaszon Dunavarsány területét is érinti, elhaladva a Rukkel-tó, illetve a város keleti részén kialakult tórendszer néhány másik tóegysége mellett, majd Bugyi határai közt folytatódik. 11,2 kilométer után egy körforgalomhoz ér, ott az 5207-es út – a település nyugati elkerülő útja – ágazik ki belőle délnyugati irányban, a 12. kilométerét elhagyva pedig belép a község házai közé. A központig a Kossuth Lajos utca nevet viseli – közben beletorkollik északkeleti irányból az 52 103-as számú mellékút, mely az 5-ös főúttól vezet idáig –, majd keletnek fordul Teleki utca néven, s ugyanott kiágazik belőle az ellenkező irányba az 5204-es út Kiskunlacháza felé. Nem sokkal a 16. kilométere után hagyja el a község utolsó házait, de előtte még egy elágazása van: az 52 104-es számú mellékút torkollik bele északkelet felől, Ócsa központja irányából.

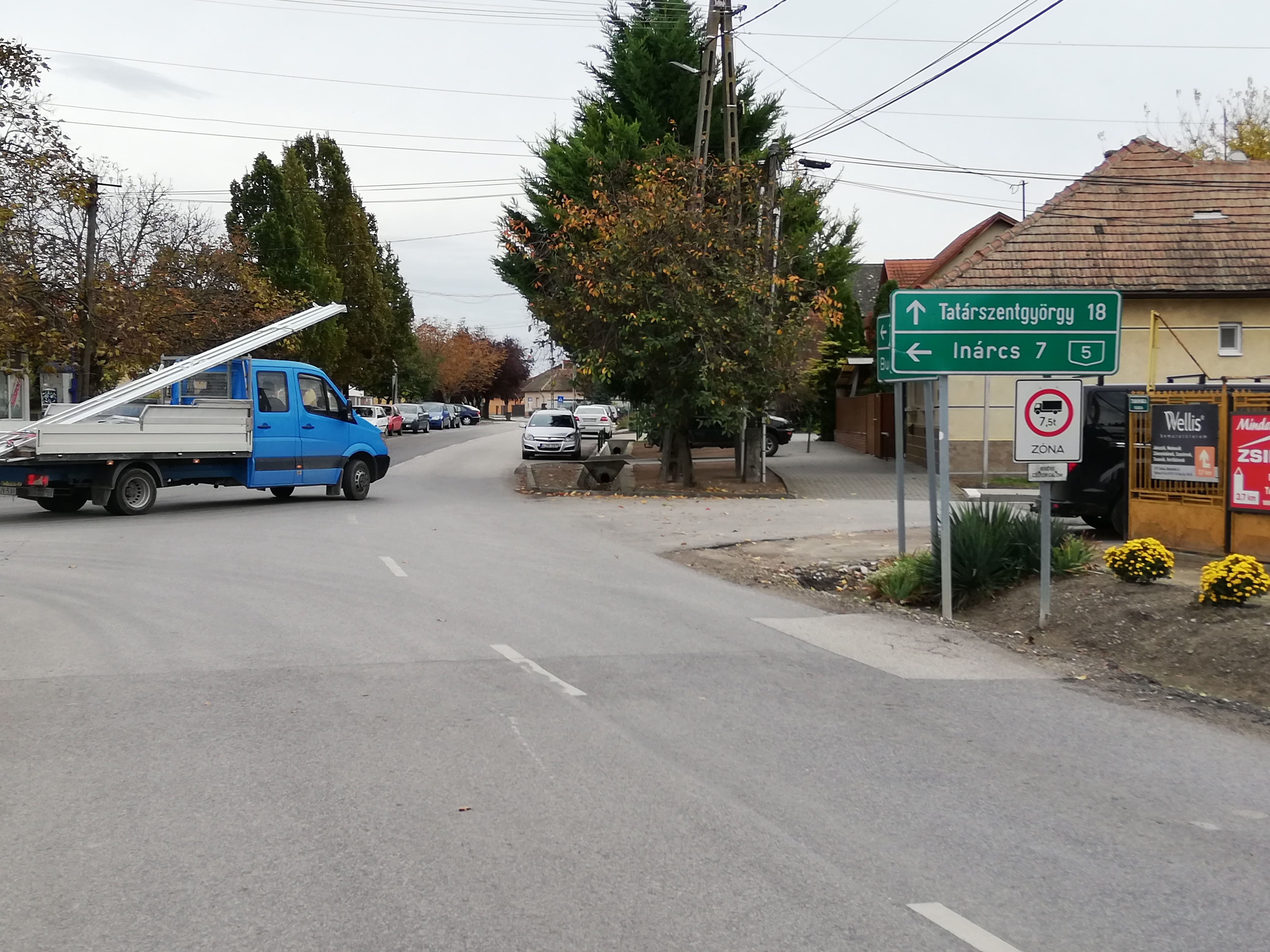
Sári központjában

20,6 kilométer után éri el Dabas határszélét, mintegy fél kilométeren át a határvonalat kíséri, de azt követően teljesen a város területén halad. A 24+650-es kilométerszelvényénél átszel egy csatornát, majd annak túlsó partján már Sári házai között folytatódik, Tabáni út néven. A városrész központjában, nagyjából 25,5 kilométer megtételét követően két elágazása is következik: előbb a 46 108-as számú mellékút torkollik bele északkeletről, Inárcs felől, majd az 52 106-os számú mellékút ágazik ki belőle dél-délnyugati irányba, a város egyik külterületi ipari övezete felé. A folytatásban már a Szent János út nevet viseli, a 28. kilométerét követően pedig átlép Dabas városközpontjának területére, ahol előbb a Fő út, majd a Szent István út nevet veszi fel. Kevéssel a 32. kilométere előtt kiágazik belőle az 52 108-as számú mellékút az 5-ös főút és Dabasiszőlők városrész felé, ugyanott a Kossuth Lajos út nevet veszi fel, onnan már Gyón városrész déli részén halad. A 33. kilométere közelében kiágazik belőle az 52 109-es számú mellékút Örkény felé, ugyanott délnek fordul, Tatárszentgyörgyi út néven, és rövidesen eléri a belterület déli szélét.
Körülbelül 40,3 kilométer megtétele után lépi át a következő település, Tatárszentgyörgy határát, a falut 42,5 kilométer után éri el, a Kossuth Lajos utca nevet felvéve és innentől újból délkeleti irányt követve. A központban keresztezik egymást az 5205-ös úttal, utóbbi itt Örkény és Tass közt húzódva, kevéssel a 7. kilométere előtt jár. A község déli részében az út egy darabon a Hunyadi tér nevet veszi fel, így lép ki a belterületről, 44,2 kilométer után.
Néhány lépéssel a 48. kilométere előtt szeli át Pest vármegye és Bács-Kiskun vármegye határát, innentől az utóbbihoz tartozó Ladánybene szórványos beépítésű külterületi tanyavilágában húzódik. A község szélét körülbelül 51,3 kilométer után éri el, Fő utca néven húzódik végig a központon, ahol közben – csaknem pontosan az 52. kilométerénél – kiágazik belőle a Kunbaracson át Kerekegyházára vezető 5212-es út. 52,6 kilométer után már ismét külterületen, a község tanyás részei közt halad, még szűk két kilométeren át.
54,5 kilométer után éri el Lajosmizse nyugati határát, 56,7 kilométer után pedig keresztezi a Kerekegyháza-Kunadacs-Kunszentmiklós felé vezető 5211-es utat, mely itt 4,5 kilométer megtételén van túl. A város lakott területeit az út nem érinti, csak néhány itteni tanya, illetve Klábertanya külterületi településrész elérését szolgálja; utóbbi bekötőútja nem sokkal a 60. kilométer után ágazik ki az útból észak felé. 61,3 kilométer után ki is lép Lajosmizse határai közül, de közvetlenül előtte még keresztezi a Budapest–Kecskemét-vasútvonal vágányait, annak Felsőméntelek megállóhelye mellett.
Innentől már Kecskemét határai között folytatódik, egy darabig a vágányok mellett húzódva; ez a párhuzamosság azonban csak mintegy másfél kilométeren át, Méntelek településrész központjáig tart, ott a vasút, Méntelek megállóhelyet elhagyva délebbnek fordul és eltávolodik. Az út viszont a korábbi irányát követi továbbra is, így keresztezi 67,5 kilométer után – felüljárón, csomópont nélkül – az M5-ös autópályát, nem messze annak a 78. kilométerétől. Kevéssel a 70. kilométere előtt egy körforgalmú csomóponttal keresztezi a 445-ös főutat is, annak 11+300-as kilométerszelvénye táján, majd további mintegy két kilométer után véget is ér, beletorkollva az 5-ös főút 82+200-as kilométerszelvénye közelében lévő körforgalomba.
Teljes hossza, az országos közutak térképes nyilvántartását szolgáló kira.gov.hu adatbázisa szerint 71,891 kilométer.

## Története
1934-ben a kereskedelem- és közlekedésügyi miniszter 70 846/1934. számú rendelete a Sári és Gyón közötti szakaszát elsőrendű főúttá nyilvánította, az 5-ös főút részeként. Taksony és Sári közti szakaszát a rendelet alapján 1937-ben kiadott közlekedési térkép mellékúti kiépítettséggel tünteti fel, délebbi szakaszait viszont nem jelöli.

## Települések az út mentén
- Taksony
- (Dunavarsány)
- Bugyi
- Dabas-Sári
- Dabas
- Dabas-Gyón
- Tatárszentgyörgy
- Ladánybene
- (Lajosmizse)
- Kecskemét